# Qaleh Tork-e Olya
Qaleh Tork-e Olya (tiếng Ba Tư: قلعه ترك عليا, cũng được viết theo tiếng La Mã là Qal'eh Tork-e 'Olyā; còn được gọi là Qal'a Turk, Qal'eh Turk, và Qal'eh-ye Tork) là một ngôi làng ở Quận Nông thôn Harasam, Quận Homeyl, Quận Eslamabad-e Gharb, Tỉnh Kermanshah, Iran. Tại cuộc điều tra dân số năm 2006, dân số của ngôi làng này là 181 người trong 40 gia đình.